# FC København
Az FC København (FCK) egy dán labdarúgócsapat. Székhelye Koppenhágában van. 1992-ben jött létre két koppenhágai csapat, a 15-szörös bajnok Kjøbenhavns Boldklub és a 7-szeres bajnok Boldklubben 1903 egyesüléséből.
2010. december 7-én történetük során először bejutottak a Bajnokok Ligája nyolcaddöntőjébe, miután a csoportjukban a 2. helyen végeztek.

## Sikerei
- Dán bajnokság

Bajnok: 16 alkalommal (1993, 2001, 2003, 2004, 2006, 2007, 2009, 2010, 2011, 2013, 2016, 2017, 2019, 2022, 2023, 2025)
Ezüstérmes: 6 alkalommal (1994, 2002, 2005, 2012, 2014, 2015)
Bronzérmes: 2 alkalommal (1998, 2008)
- Dán kupa

Győztes: 9 alkalommal (1995, 1997, 2004, 2009, 2012, 2015, 2016, 2017, 2023)
Döntős: 4 alkalommal (1998, 2002, 2007, 2014)
- Dán szuperkupa

Győztes: 3 alkalommal (1995, 2001, 2004)
- Dán ligakupa

Győztes: 1 alkalommal (1996)

## Játékosok

### Jelenlegi keret
2022. február 15. szerint.
| #  |     | Poszt | Név                                                  |
| -- | --- | ----- | ---------------------------------------------------- |
| 1  | POL | K     | Kamil Grabara                                        |
| 2  | NED | V     | Kevin Diks                                           |
| 3  | SVK | V     | Denis Vavro (kölcsönben a Lazio csapatától)          |
| 5  | GEO | V     | Davit Khocholava                                     |
| 6  | DNK | KP    | Jens Stage                                           |
| 7  | RSA | KP    | Luther Singh                                         |
| 8  | ISL | KP    | Ísak Bergmann Jóhannesson                            |
| 9  | DEN | CS    | Nicolai Jørgensen                                    |
| 10 | GRE | KP    | Zeca                                                 |
| 11 | SEN | CS    | Khouma Babacar                                       |
| 12 | DNK | KP    | Lukas Lerager                                        |
| 16 | SPA | KP    | Pep Biel                                             |
| 17 | NGR | CS    | Paul Mukairu                                         |
| 18 | ISL | KP    | Andri Baldursson (kölcsönben a a Bologna csapatától) |

| #  |     | Poszt | Név                    |
| -- | --- | ----- | ---------------------- |
| 19 | CRC | V     | Bryan Oviedo           |
| 20 | DNK | V     | Nicolai Boilesen       |
| 21 | SWE | K     | Karl-Johan Johnsson    |
| 22 | DNK | V     | Peter Ankersen         |
| 23 | NGR | KP    | Akinkunmi Amoo         |
| 24 | DNK | CS    | William Bøving         |
| 26 | GRE | V     | Marios Oikonomou       |
| 27 | DNK | V     | Valdemar Lund Jensen   |
| 29 | FRA | CS    | Mamoudou Karamoko      |
| 30 | ISL | KP    | Hákon Arnar Haraldsson |
| 31 | SWE | K     | Johan Guadagno         |
| 33 | DNK | KP    | Rasmus Falk            |
| 34 | DNK | V     | Victor Kristiansen     |

## Külső hivatkozások
- (dán) (angol) Hivatalos honlap